# Катавасия
Катава́сия (др.-греч. κατά-βᾰσις, καταβᾰσία — «схождение вниз, спуск, сошествие») в православном богослужении — песнопение, которое поётся на утрене в праздничные и воскресные дни в заключение канона; после каждой песни канона следует соответствующая катавасия. Катавасия поётся по мелодико-ритмической модели ирмоса. В различное время богослужебного года положены определённые уставом катавасии.
Название происходит от византийской практики спускаться певчим с обоих клиросов и сходиться в центре храма для совместного пения катавасии.

## В будние дни
Катавасия бывает рядовая, когда каждый ирмос канона повторяется в конце каждой песни его; но иногда Катавасия бывает лишь после 3-й, 6-й, 8-й и 9-й песен канона.
В обычные будние дни, ирмосы повторяются в конце 3-й, 6-й, 8-й и 9-й песен канона, как катавасия. Когда на утрени несколько канонов поются вместе, в качестве катавасии берётся ирмос последнего канона.

## Праздничные катавасии
По воскресеньям и в праздничные дни, праздничная катавасия используются в конце каждой песни. Это не обязательно тот же самый ирмос с начала каждой песни канона. Использование праздничных катавасий зависит от периода Годового богослужебного круга. Праздничные катавасия используются в ожидании великого праздника, и на протяжении всего своего попразднства. В течение остальной части года в праздники поётся Богородичная катавасия.
В следующей таблице указывается пение катавасий по воскресеньям и в праздничные дни в течение года (в обычные будни используется ирмос от последнего канона этого дня.
| Период пения | Катавасия первой песни канона утрени | Глас           |
| --- | --- | -------------- |
| С праздника Введения 21 ноября (4 декабря) до отдания Рождества Христова 31 декабря (13 января) включительно | «Христо́с ражда́ется – сла́вите! / Христо́с с Небе́с – сря́щите! / Христо́с на земли́ – возноси́теся! / По́йте Го́сподеви, вся земля́, / и весе́лием воспо́йте, лю́дие, / я́ко просла́вися.» | 1-й            |
| От 1 (14) января до отдания Богоявления 14 (27) января включительно | «Глубины́ откры́л есть дно / и су́шею Своя́ влече́т, / в ней покры́в проти́вныя, / кре́пкий во бране́х Госпо́дь, / я́ко просла́вися.» | 2-й            |
| По отдании Богоявления с 15 (28) января до отдания Сретения 9 (22) февраля включительно | «Су́шу глубороди́тельную зе́млю / со́лнце наше́ствова иногда́: / я́ко стена́ бо, огусте́ обапо́лы вода́ / лю́дем пешемореходя́щим и Богоуго́дно пою́щим: / пои́м Го́сподеви, сла́вно бо просла́вися.» | 3-й            |
| - От отдания Сретения 10 (23) февраля до Недели о блудном сыне (когда Пасха поздняя). - Во вторую Неделю Великого поста, в четвёртую неделю, в субботу пятой седмицы, в пятую неделю Великого поста. - Если случится полиелейный святой в седмичный день святой Четыредесятницы. - С Недели Всех святых до праздника Происхождения Честных древ Животворящего Креста Господня 1 (14) августа. - По отдании Воздвижения 22 сентября (5 октября) до предпразднства Введения во храм Пресвятой Богородицы 20 ноября (3 декабря) включительно. | «Отве́рзу уста́ моя́, / и напо́лнятся Ду́ха, / и сло́во отры́гну Цари́це Ма́тери, / и явлю́ся, све́тло торжеству́я, / *и воспою́, ра́дуяся, Тоя́ чудеса́*.» Успения: «*и воспою́, ра́дуяся, Тоя́ успе́ние*.» Введения: «*и воспою́, ра́дуяся, Тоя́ вхожде́ние*.» У этого ирмоса могут меняться отдельные слова, и он не всегда является катавасией. | 4-й            |
| В Неделю блудного сына, если она случится 10 (23) февраля или позднее | «Моисе́йскую песнь восприи́мши, возопи́й, душе́: / Помо́щник и Покрови́тель бысть мне во спасе́ние, / сей мой Бог, и просла́влю Его́.» | 2-й            |
| В субботы и Недели мясопустные, сыропустные, первой и третьей Великого поста, Ваий и Страстную седмицу | Триоди постной | Триоди постной |
| От Недели св. Пасхи до отдания, но не в само отдание | «Воскресе́ния день, / просвети́мся, лю́дие, / Па́сха, Госпо́дня Па́сха: / от сме́рти бо к Жи́зни / и от земли́ к Небеси́ / Христо́с Бог нас преведе́, / побе́дную пою́щия.» | 1-й            |
| В день Преполовения и на отдание Преполовения | «Мо́ре огусти́л еси́, / погрузи́вый со ору́жием го́рдаго фарао́на, / и лю́ди спасл еси́ немо́кренно, Го́споди, / и ввел еси́ я́ в Го́ру Святы́ни, вопию́щия: / пои́м Тебе́, Бо́гу на́шему, / песнь побе́дную, я́ко просла́вися.» | 8-й            |
| - В Неделю 6-ю по Пасхе. - На отдание Пасхи. - В попразднство Вознесения. | «Спаси́телю Бо́гу, / в мо́ри лю́ди немо́крыми нога́ ми наста́вльшему / и фарао́на со всево́инством пото́пльшему, / Тому́ Еди́ному пои́м, я́ко просла́вися.» | 5-й            |
| - На праздник Вознесения и его отдание. - В Неделю 7-ю по Пасхе святых Отцев. - В Неделю Пятидесятницы и в её отдание. | «Боже́ственным покрове́н / медленноязы́чный мра́ком, / извити́йствова Богопи́санный зако́н: / ти́ну бо оттря́с очесе́ у́мнаго, / ви́дит Су́щаго / и науча́ется Ду́ха ра́зуму, / хваля́ Боже́ственными пе́сньми.» | 4-й            |
| - От праздника Происхождения Честных древ Животворящего Креста Господня 1 (14) августа до праздника Преображения 6 (19) августа включительно. - По отдании Успения с 24 августа (6 сентября) до отдания Воздвижения 21 сентября (4 октября) включительно. | «Крест начерта́в, Моисе́й / впря́мо жезло́м Чермно́е пресече́ / Изра́илю пешеходя́щу; / то́же обра́тно фарао́новым колесни́цам, уда́рив, совокупи́, / вопреки́ написа́в непобеди́мое ору́жие. / Тем Христу́ пои́м, Бо́гу на́шему, я́ко просла́вися.»                                                                                                | 8-й            |
| В попразднство Преображения до его отдания 13 (26) августа | «Ли́цы изра́ильтестии, / невла́жными стопа́ми / понт Чермны́й и вла́жную глубину́ прогна́вше, / вса́дники триста́ты, враги́, ви́дяще в ней погруже́ны, / с весе́лием поя́ху: / пои́м Бо́гу на́шему, / я́ко просла́вися.» | 4-й            |
| С предпразднства Успения 14 (27) августа до его отдания 23 августа (5 сентября) | «Преукраше́нная Боже́ственною сла́вою, / свяще́нная и сла́вная, Де́во, па́мять Твоя́ / вся собра́ к весе́лию ве́рныя, / начина́ющей Мариа́ме с ли́ки и тимпа́ны / Твоему́́ пою́щия Единоро́дному: / сла́вно я́ко просла́вися.» | 1-й            |

## Нецерковное употребление
В обыденный язык слово пришло из жаргона семинаристов. Поскольку катавасию пели два хора (клироса) одновременно, сходясь при этом вместе на середину церкви — пение было довольно сложным, потому что пелось на ходу и на много голосов. Нетренированное ухо могло не улавливать гармонию, сложное пение воспринималось как нечто путаное, даже если певчие не сбивались. С этим и связано современное разговорное значение слова катавасия — «путаница», ср. «ералаш».